# Округ Клинтон (Охајо)
Округ Клинтон (енгл. Clinton County) је округ у америчкој савезној држави Охајо.

## Демографија
По попису из 2010. године број становника је 42.040, што је 1.497 (3,7%) становника више него 2000. године.
| Група             | 2000.          | 2010.          |
| Белци             | 38.749 (95,6%) | 39.496 (93,9%) |
| Афроамериканци    | 886 (2,2%)     | 932 (2,2%)     |
| Азијати           | 154 (0,4%)     | 213 (0,5%)     |
| Хиспаноамериканци | 266 (0,7%)     | 559 (1,3%)     |
| Укупно            | 40.543         | 42.040         |